# Peso Pluma

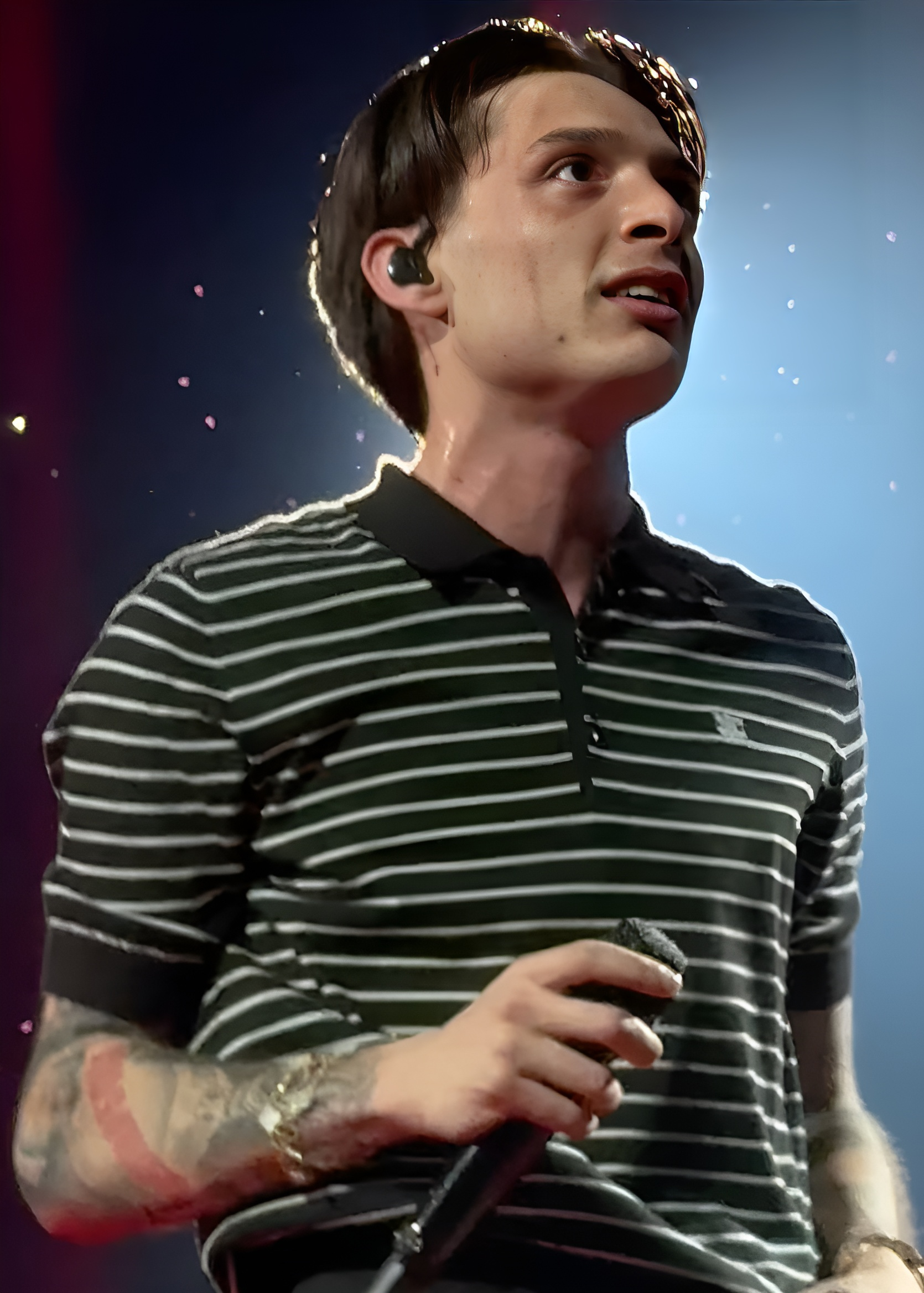
Peso Pluma, 2024

Peso Pluma (* 15. Juni 1999 in Zapopan, Mexiko; bürgerlich Hassan Emilio Kabande Laija) ist ein mexikanischer Sänger und Rapper, der 2023 seinen internationalen Durchbruch mit Hits wie Ella baila sola und La Bebe (Remix) hatte.

## Leben
Peso Pluma wurde 1999 in Zapopan, im mexikanischen Bundesstaat Jalisco, geboren und begann bereits früh damit, Gitarre zu lernen, sowie eigene Liedtexte zu schreiben.

## Karriere
Seinen Künstlernamen Peso Pluma (spanisch für „Federgewicht“), wählte er aufgrund seiner hageren Statur, sowie seiner zarten Bariton-Stimme aus.
2020 veröffentlichte er sein erstes Album Ah y Que? sowie die Livealben Disco en Vivo, Vol.1 & 2 im Eigenvertrieb.
Im Mai 2023 erreichte er mit der Single Ella baila sola Platz eins der Billboard Hot Latin Songs. Im Laufe des Frühlings 2023 war er zeitweise mit neun unterschiedlichen Singles in den Billboard Hot 100 platziert. Peso Plumas Musik gilt als Beispiel für die sogenannten Narcocorridos, also Lieder die den Lebensstil der mexikanischen Drogenkartelle verherrlichen. In seinen Songs bezieht er sich z. B. positiv auf das Sinaloa-Kartell und Joaquin “El Chapo” Guzmán, was ihm sowohl Kritik aus Politik und Zivilgesellschaft, als auch Drohungen verfeindeter Kartelle einbrachte.

## Diskografie
Studioalben

| Jahr | Titel Musiklabel                             | Höchstplatzierung, Gesamtwochen, AuszeichnungChartplatzierungen (Jahr, Titel, Musiklabel, Platzierungen, Wochen, Auszeichnungen, Anmerkungen) | Höchstplatzierung, Gesamtwochen, AuszeichnungChartplatzierungen (Jahr, Titel, Musiklabel, Platzierungen, Wochen, Auszeichnungen, Anmerkungen) | Höchstplatzierung, Gesamtwochen, AuszeichnungChartplatzierungen (Jahr, Titel, Musiklabel, Platzierungen, Wochen, Auszeichnungen, Anmerkungen) | Höchstplatzierung, Gesamtwochen, AuszeichnungChartplatzierungen (Jahr, Titel, Musiklabel, Platzierungen, Wochen, Auszeichnungen, Anmerkungen) | Höchstplatzierung, Gesamtwochen, AuszeichnungChartplatzierungen (Jahr, Titel, Musiklabel, Platzierungen, Wochen, Auszeichnungen, Anmerkungen) | Anmerkungen                          |
| Jahr | Titel Musiklabel                             | MX | CH | US | Latin | ES | Anmerkungen                          |
| ---- | -------------------------------------------- | --- | --- | --- | --- | --- | ------------------------------------ |
| 2020 | Ah y que? El Cártel de Los Ángeles           | — | — | — | — | — | Erstveröffentlichung: 20. April 2020 |
| 2021 | Efectos secundarios El Cártel de Los Ángeles | — | — | — | — | — | Erstveröffentlichung: 19. März 2021  |
| 2023 | Génesis Double P Records                     | MX— ×3Diamant + DreifachgoldMX | — | US3 Platin · (… Wo.)US | Latin1 (… Wo.)Latin | ES31 (20 Wo.)ES | Erstveröffentlichung: 22. Juni 2023  |
| 2024 | Éxodo Double P Records                       | MX— ×5FünffachgoldMX | — | US5 (… Wo.)US | Latin1 Diamant + Platin · (… Wo.)Latin | ES68 (3 Wo.)ES | Erstveröffentlichung: 20. Juni 2024  |